# جیل ولان
جیل ولان (انگلیسی: Jill Whelan؛ زادهٔ ۲۹ سپتامبر ۱۹۶۶) یک هنرپیشه، و خواننده اهل ایالات متحده آمریکا است. وی از سال ۱۹۷۳ میلادی تاکنون مشغول فعالیت بوده‌است.